# 3-Desoxyarabinoheptulosanat-7-phosphat-Synthase
3-Desoxyarabinoheptulosanat-7-phosphat-Synthase (DAHP-Synthase) ist ein Enzym, das zum größten Teil in Bakterien, aber auch in Eukaryoten und Archaeen verkommt. Das Enzym zu den sogenannten DAHP-Synthasen, die die erste enzymatische Reaktion des Shikimisäurewegs katalysieren.
Innerhalb der DAHP-Synthasen wird derzeit zwischen zwei Klassen unterschieden, wobei eine Klasse ausschließlich Enzyme von Pflanzen umfasst und die andere sich auf Enzyme von Mikroorganismen beschränkt, zu der auch die 3-Desoxyarabinoheptulosanat-7-phosphat-Synthase gehört.

## Eigenschaften

Reaktionsmechanismus

Neben der Katalyse der ersten enzymatischen Reaktion im Shikimisäureweg ist das Enzym auch für die Regulierung des im Stoffwechselweg eingetretenen Kohlenstoffgehalts verantwortlich, die durch Feedback-Inhibition (Produkthemmung) und transkriptionale Regulierung gesteuert wird. Beide Steuerungsmechanismen regulieren den Kohlenstoffgehalt in Bakterien, wobei bei den DAHP-Synthasen in Pflanzen nur die transkriptionale Regulierung zur Regulierung des Kohlenstoffgehalts Anwendung findet.
In Escherichia coli befinden sich drei solcher Isoenzyme, die jeweils durch eine der drei aromatischen Aminosäuren Phenylalanin, Tyrosin und Tryptophan, die im Shikimisäureweg synthetisiert werden, durch Feedback-Hemmung inhibiert werden.
Die Isoenzyme besitzen jeweils den gleichen Reaktionsmechanismus, ähnliche kinetische Konstanten und eine ähnliche Metallaktivierung. Unterschiede gibt es in der jeweiligen regulatorischen Spezifität, Quartärstruktur, Substrat- und Inhibitorbindung sowie der Hemmungskinetik. Das Monomer einer DAHP-Synthase besitzt eine einzelne (β/α)8-Fassdomäne, die durch verschiedene zusätzliche Elemente verstärkt wird. Die Fassdomäne wird durch acht parallele β-Faltblätter gebildet, die mit acht α-Helices miteinander verbunden sind. Typisch für (β/α)8-Fässer ist die Position des aktiven Zentrums am C-Terminus des Fasses. Das allosterische Zentrum für die Feedback-Inhibition besteht aus den Resten zweier benachbarter Untereinheiten, die sich ca. 20 Å vom aktiven Zentrum befinden.

## Reaktion
Erythrose-4-phosphat und Phosphoenolpyruvat werden mit Wasser zu 3-Desoxyarabinoheptulosanat-7-phosphat und Phosphat umgesetzt.

## Verwendung
Bei einer Vervielfältigung (Amplifizierung) der DAHP-Synthase in E.-coli-Mutanten mit effizientem Glucosetransport ohne Phosphotransferasesystem können einige Phosphoenolpyruvat(PEP)-Moleküle, die während des Glucosetransports gespeichert wurden, in den Shikimisäureweg überführt werden.